# Method of Fluxions

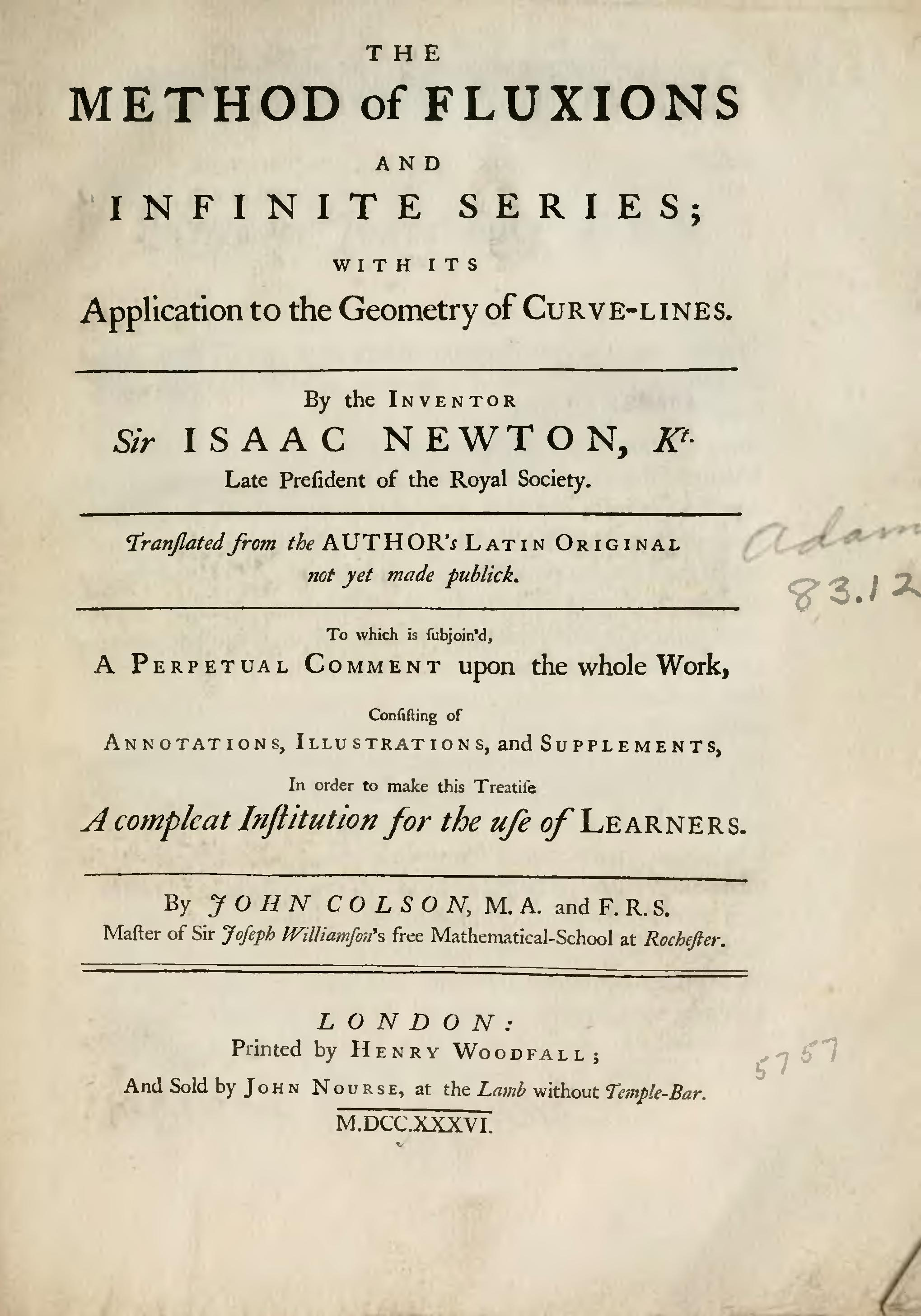
Deckblatt des Buches

Method of Fluxions (lateinisch: De Methodis Serierum et Fluxionum) ist ein Buch von Isaac Newton. Das Buch wurde 1671 fertiggestellt und 1736 von Henry Woodfall, dem Vater von Henry Sampson Woodfall, veröffentlicht. Es umfasst 339 Seiten. Fluxion ist Newtons Bezeichnung für eine Ableitung. Ursprünglich entwickelte er die Methode in Woolsthorpe Manor während der Schließung von Cambridge während der Großen Pest in London von 1665 bis 1667, entschied sich aber nicht dafür, seine Erkenntnisse bekannt zu machen (in ähnlicher Weise wurden seine Erkenntnisse, aus denen schließlich die Philosophiae Naturalis Principia Mathematica hervorgingen, zu dieser Zeit entwickelt und viele Jahre lang in Newtons Notizen vor der Welt verborgen). Gottfried Leibniz entwickelte seine Form der Infinitesimalrechnung unabhängig um 1673, sieben Jahre nachdem Newton die Grundlagen der Differentialrechnung entwickelt hatte, wie aus überlieferten Dokumenten wie der „Methode der Fluxions und Fluents...“ von 1666 hervorgeht. Leibniz hingegen veröffentlichte seine Entdeckung der Differentialrechnung im Jahr 1684, neun Jahre bevor Newton seine Form der Fluxionsnotation der Differentialrechnung im Jahr 1693 formell veröffentlichte. Die heute gebräuchliche Notation der Differentialrechnung ist größtenteils die von Leibniz, obwohl Newtons Punktnotation für die Differenzierung {\displaystyle {\dot {x}}} zur Bezeichnung von Ableitungen nach der Zeit immer noch in der gesamten Mechanik und der Netzwerkanalyse verwendet wird.
Newtons Methode der Fluxions wurde offiziell erst postum veröffentlicht, aber nach Leibniz’ Veröffentlichung der Infinitesimalrechnung entbrannte zwischen den beiden Mathematikern eine erbitterte Rivalität darüber, wer die Infinitesimalrechnung zuerst entwickelt hatte, was Newton dazu veranlasste, seine Arbeit an den Fluxions offenzulegen.

## Newtons Entwicklung der Analysis
Während eines Zeitraums, der Newtons Arbeitsleben umfasste, war die Disziplin der Analysis in der mathematischen Gemeinschaft ein umstrittenes Thema. Obwohl analytische Techniken Lösungen für seit langem bestehende Probleme boten, darunter Probleme der Quadratur und das Auffinden von Tangenten, waren die Beweise für diese Lösungen bekanntermaßen nicht auf die synthetischen Regeln der euklidischen Geometrie reduzierbar. Stattdessen waren die Analytiker oft gezwungen, sich auf infinitesimale oder „unendlich kleine“ Größen zu berufen, um ihre algebraischen Manipulationen zu rechtfertigen. Einige von Newtons mathematischen Zeitgenossen, wie z. B. Isaac Barrow, standen solchen Techniken, die keine eindeutige geometrische Interpretation zuließen, äußerst skeptisch gegenüber. Obwohl Newton in seinen frühen Arbeiten auch Infinitesimale in seinen Ableitungen verwendete, ohne sie zu begründen, entwickelte er später etwas, das der modernen Definition von Grenzwerten ähnelt, um seine Arbeit zu rechtfertigen.